# Entender el amor
«Entender el amor» es una canción de la cantante Mónica Naranjo producida por esta y Cristóbal Sansano e incluida en el año 1997 en el segundo álbum de estudio de la cantante, Palabra de mujer.
Durante el verano de 1997 "Entender el amor" fue lanzada por Sony Music en España y por Columbia en México, como el primer sencillo de Palabra de mujer. Con ello, "Entender el amor" se convirtió en el primer sencillo comercial de Mónica Naranjo en España y promocional en México. Para el colectivo LGBT esta canción es considerada un himno.
Se realizaron dos grupos de remixes. Los etiquetados como "Bass & Boom" fueron realizados por Juan Belmonte en los estudios Redhouse de Valencia. Los etiquetados como "Remix Radio Edit", "Xtended Remix" y "Dub Mix" corrieron a cargo de David Ferrero, Yilena Giusti y Pedro del Moral

## Estructura

### Música
"Entender el amor" es una canción rítmica y que incorpora coros de gospel.

## Versiones y remixes

### Estudio
- Álbum Versión — 5:26
- 4.0 Versión — 6:14

### Remixes
- Bass & Boom Unlimited Radio Mix — 4:10
- Bass & Boom Unlimited Club Mix — 6:29
- Bass & Boom Outing Dub - 5:26
- Remix Radio Edit — 4:56
- Xtended Remix — 7:42
- Dub Mix — 7:40

### Directo
- Versión Tour Palabra de Mujer
- Versión Tour Minage
- Versión Tarántula Tour
- Versión Ídolos en Concierto
- Versión 4.0 Tour

## Formatos
| Promo CD (SAMPCS 4375) 1. «Entender el amor» — 5:26 Promo CD (PRCD 97163) 1. «Entender el amor» [Álbum Versión] — 5:26 2. «Entender el amor» [Bass & Boom Unlimited Radio Mix] — 4:10 3. «Entender el amor» [Bass & Boom Unlimited Club Mix] — 6:29 4. «Entender el amor» [Bass & Boom Outing Dub] — 5:26 Remixes Promo Maxi-CD (SAMPCM 4440) 1. «Entender el amor» [Remix Radio Edit] — 4:56 2. «Entender el amor» [Xtended Remix] — 7:42 3. «Entender el amor» [Dub Mix] — 7:40 4. «Entender el amor» [Álbum Versión] — 5:26 Remixes Maxi-CD (EPC 664801 2) 1. «Entender el amor» [Remix Radio Edit] — 4:56 2. «Entender el amor» [Xtended Remix] — 7:42 3. «Entender el amor» [Dub Mix] — 7:40 4. «Entender el amor» [Álbum Versión] — 5:26 | New Remixes Promo CD (SAMPCM 4534) 1. «Entender el amor» [Álbum Versión] — 5:26 2. «Entender el amor» [Bass & Boom Unlimited Radio Mix] — 4:10 3. «Entender el amor» [Bass & Boom Unlimited Club Mix ] — 6:29 4. «Entender el amor» [Bass & Boom Outing Dub] — 5:26 Remixes Vinilo (EPC 664801 6) - Cara A: 1. «Entender el amor» [Remix Radio Edit] — 4:56 2. «Entender el amor» [Xtended Remix] — 7:42 - Cara B: 1. «Entender el amor» [Dub Mix] — 7:40 2. «Entender el amor» [Álbum Versión] — 5:26 Palabra de mujer Promo CD (2-000321) 1. «Desátame» — 4:49 2. «Entender el amor» — 5:26 3. «Rezando en soledad» — 4:51 |

## Trayectoria en las listas
| Posición | 5 | 5 | 15 | 15 |